# Munson, Alberta
Munson är en ort i Kanada.   Den ligger i provinsen Alberta, i den centrala delen av landet, 2 800 km väster om huvudstaden Ottawa. Munson ligger 833 meter över havet och antalet invånare är 204.
Terrängen runt Munson är huvudsakligen platt, men västerut är den kuperad. Runt Munson är det glesbefolkat, med 18 invånare per kvadratkilometer.. Närmaste större samhälle är Morrin, 11,3 km norr om Munson.
Trakten runt Munson består till största delen av jordbruksmark.